# Desviación de Sabanetas
Desviación de Sabanetas är en ort i Mexiko.   Den ligger i kommunen Chacaltianguis och delstaten Veracruz, i den sydöstra delen av landet, 400 km öster om huvudstaden Mexico City. Desviación de Sabanetas ligger 27 meter över havet och antalet invånare är 127.
Terrängen runt Desviación de Sabanetas är platt. Runt Desviación de Sabanetas är det ganska glesbefolkat, med 32 invånare per kvadratkilometer. Närmaste större samhälle är Loma Bonita, 6,8 km väster om Desviación de Sabanetas. Omgivningarna runt Desviación de Sabanetas är en mosaik av jordbruksmark och naturlig växtlighet.